# Moving Pieces
『Moving Pieces』(ムービング ピーシーズ) は、Travis Japanの2枚目のシングル。2023年5月15日にアメリカ合衆国のキャピトル・レコード及び日本のユニバーサル ミュージック ジャパンより発売された。

## 概要
「Moving Pieces」は、Travis Japanの2枚目となるデジタルシングル。
ジャスティン・ビーバーやエドシーランなどに楽曲提供経験のある世界的に有名な音楽プロデューサーであるプーベアが書き下ろした全編英語詞曲。
振付は、グループ名の由来となっているトラヴィス・ペインが手掛けた。

## チャート成績
5月24日発表の「オリコン週間デジタルシングル（単曲）ランキング」で39,906ダウンロードを記録し、デビューシングル「JUST DANCE!」に続いて初登場1位を獲得した。

## 収録曲
1. Moving Pieces

　　　作詞・作曲：Jason Poo Bear Boyd・The Audibles